# 国際アハルテケ乗馬競技コンプレックス

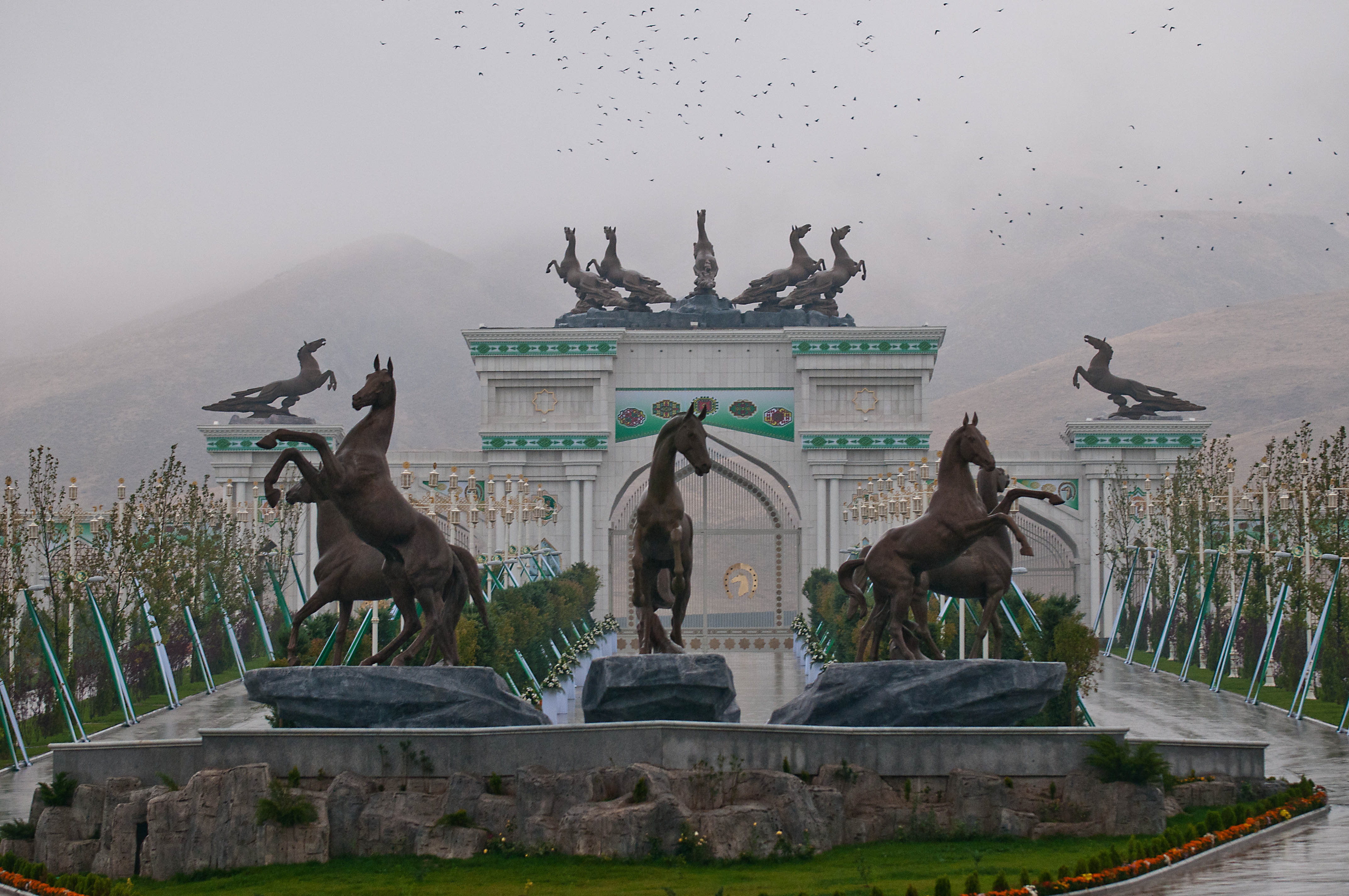
施設の正門

国際アハルテケ乗馬競技コンプレックス（トルクメン語: Halkara atçylyk sport toplumy）とは、トルクメニスタンのアシガバート郊外にあるスポーツ施設である。アハルテケ馬の繁殖育成と乗馬文化の振興を目的として建設された。2004年に建設された既存の競馬場を1億米ドルを投じて改修した施設で、2011年10月に開設され、2016年に施設内のすべての工事が完了した。
総面積は94.2ヘクタールで、競馬用・障害馬術用のコースのほか、600頭の馬を収容できる厩舎、コースに沿って建てられたコテージハウス、託児所、マーケット、公園、スポーツ広場、乗馬村が併設されている。正門には巨大なアハルテケ像が配置され、大理石造りのスタンドは7,000人を収容できる。場内の馬券発売機では、プリペイドカードを使用して馬券を購入する。
施設内の競馬場では、アハルテケによる競馬が実施されている。競馬場のコースは1周2000mのダートコースで、馬場にはコース上の映像を映す巨大スクリーンとオッズやレース結果を表示するスクリーンが設置されている。